# 埼玉県立浦和西高等学校
埼玉県立浦和西高等学校（さいたまけんりつ うらわにしこうとうがっこう）は、埼玉県さいたま市浦和区木崎三丁目にある公立高等学校。通称は「西高」（にしこう）。全日制課程に普通科を設置している。県内公立校としては数少ない私服校。

## 概要
県立校では数少ない私服校として人気が高く、平成21年度の入試では、前期で約7.1倍、後期で約2.0倍と、県内最高の倍率を記録した。
また、最新の令和6年度の入試では10月で2.08倍、最終倍率が1.43倍と高倍率を維持している。
大学進学志望者が多い進学校で、2014年度は国公立大学に56名、早稲田大学・慶應義塾大学に25名、学習院大学・MARCHには211名が合格している。

## 校名
旧浦和市北東部にありながら校名を「浦和西」とするのは、前身である浦和第二高等女学校ならびに浦和第二女子高等学校が旧浦和市の西部である別所にあり、共学化の際に浦和西高等学校と改称したため。現在の埼玉大学教育学部附属中学校の敷地に間借りする形で同居し、校地が手狭であったことを解消するために、1956年に現在地（さいたま市浦和区木崎）に移転するにあたって「埼玉県立浦和北高等学校」と校名の変更が検討されたが、既に「西高」という校名が定着しているという判断で校名を引き継ぐはこびとなった。

## 沿革
- 1934年 - 埼玉県立浦和第二高等女学校として埼玉女子師範学校に併設され、開校する。
- 1948年 - 学制改革により、埼玉県立浦和第二女子高等学校とする。
- 1950年 - 校名を埼玉県立浦和西高等学校に改称、男女共学化。
- 1951年 - 「東雲」第1号が発刊される（文芸部の部誌として発刊、後に生徒会誌に）。
- 1952年 - 第一回西高祭を体育祭と併合で開催。
- 1953年 - 校旗制定。
- 1956年 - 校舎を浦和市下木崎皇山に移転。サッカー部全国優勝。
- 1958年 - 生徒会歌が作られる。
- 1959年 - 開校記念日を6月1日に制定。
- 1960年 - 生徒会旗を制定、スクールカラーを濃緑色と決定する。
- 1967年 - 第二グラウンド完成。
- 1969年 - バリケード封鎖事件[2]。
- 1970年 - 50 mプール（部室）、宿泊施設完成。
- 1971年 - 実験的私服完全自由期間を設置。
- 1975年 - 体育館・格技場竣工。
- 1979年 - 部室棟落成
- 1982年 - 第二グラウンド整備工事完了。
- 1984年 - 創立五十周年、記念誌発行。
- 1986年 - 五十周年記念館（食堂兼ミーティングルーム）竣工、軟式野球部県大会、関東大会優勝、全国大会出場。
- 1997年 - 埼玉県の防災拠点施設として合宿所兼格技場完成。
- 2010年 - 埼玉県教育委員会「進学指導重点推進校」指定。
- 2024年 - 創立九十周年記念式典を行う。第一グランドの人工芝化完了[3]

## 校訓・校風
- 自主自立（自ら考え、行動する）
- 文化祭や体育祭（西高祭）などの学校行事は全て生徒に運営が任されている。
- 校則は存在せず、必要最低限の決まりを定めた生徒準則が存在する。
- 生徒のほとんどが私服で通学しているが、他校の制服を私服として着用し通学する生徒もいる。
- ただし、西高の公式の文章においては「自由」という文字は記載されていない。

## 教育方針
日本国憲法・教育基本法の精神に則り、下記を同校の教育目標とする。 自主自立の精神と豊かな知性と情操を養い、心身ともに健全なる社会人の養成を期する。この教育方針は旧教育基本法のもとで制定され、安倍政権の際に教育基本法が改正されたが、西高の教育方針における「教育基本法の精神に則り」の一文に関しては、特に変更はされていない。
- 個人の尊厳を重んじ、才能と特性に応じて個性の確立をはかる。
- 男女両性の特質を生かして、共学の実をあげる。
- 人間相互の信頼関係を深く理解させる。

## 学校行事
「西高祭（体育祭、文化祭）」と予餞会（三年生を送る会）、卒業式（第2部）、球技大会が主な行事である。いずれも生徒会の予算執行が成立しなければ開催されず、生徒会が発足しない場合は全ての行事が凍結される。また学校主催の行事として、秋季に行われる強歩大会（現在はマラソン大会）、冬季休業中に開催されるスキー学校（現在は行われていない）、2年次の修学旅行がある。なお新入生に対するオリエンテーション（新オリ）は学内の有志者によって主催される。さらに、新入生へ図書館の利用方法を教える図書館オリエンテーションでは教員ではなく図書委員会の生徒自身が行うという伝統がある。
- 文化祭はステージ発表が行われる開会セレモニーで始まり、一般公開が行われ、AF（アフターフェスティバル）と呼ばれる後夜祭で終わる。
- 体育祭はくじで決められた各学年1クラスづつの3クラスで連をつくり開催され、連ごとの対抗戦が行われる。連ごとにTシャツや応援パフォーマンスを作成する。
- 卒業式は学校が主催し卒業証書授与等を行う第1部の次に、卒業生によって組織された卒2実行委員会が主催しバンド演奏や演劇といったステージ発表が行われる第2部が行われる。この第2部は部活や愛好会・有志者による後輩へのメッセージといった趣が強い。
- 強歩大会は、男子は行田市からさいたま市の西遊馬公園までの約35 kmを、女子は鴻巣市からさいたま市の西遊馬公園までの約25 kmを走る（2007年から男女とも森林公園を10 km走り、強歩大会からマラソン大会になった）。
- 修学旅行先は概ね3カ所程度の候補地の中から生徒による人気投票で決定されていた。過去においての候補地としては北海道、京都・大阪・神戸・広島、北九州一帯、長崎、沖縄などがあった。特に、西高は伝統的に平和教育を重視しているため、広島や長崎や沖縄へ行くことが多い。なおクラス単位で細かい行き先が違うことが多い。
- 西高は伝統的に平和教育を非常に重視しており、社会科見学においては第五福竜丸や丸木美術館などを訪問し、校外からは市民活動家などを講師として招聘したり、校内における図書館においては「朝日新聞」や「沖縄タイムス」などを定期購読し、最後の最後まで校内における「日の丸」の掲揚ならびに「君が代」の斉唱に抵抗をしていた。

## 生徒会組織
生徒会は、会員（在学する生徒全員を指す）の自主的活動により学園生活を充実し、協力と愛校の精神の高揚に努め、個人としてまた公民としてのよき資質を養うことを目的とし、三権分立の考え方に則り、議決機関（立法）である生徒総会、その代行機関である中央委員会、執行機関（行政）である本部、その下に属する専門委員会に加えて、審査機関（司法）である審査委員会が存在する。生徒会則に従った（他校の生徒会活動と比較して）厳格な生徒会運営がなされ、生徒会役員が定員数に満たない場合は「凍結」という事態もありうる。

## 施設
夜間照明が設置された第一グラウンド（サッカーグラウンド）、野球場・ラグビー場・テニスコート等が設置されている第二グラウンド（通称「裏グラ」）、体育館と公式大会使用可の50 mプール（現在は故障のため使われていない）を持つ。また合宿所兼格技場と部室棟、茶室と視聴覚室が設置された特別教室棟、ミーティングルームと購買・食堂の設置された五十周年記念館などがある。そのほかに正門から正面玄関まで続く通称「遅刻坂」「西校坂」、校舎裏と第二グランドを結ぶ「地獄坂」、かつてテニスコートがあった中庭である「万葉の庭」がある。また、正門から体育館横の裏門を結ぶ道は解放されていて近所の方がよく通っている。
また、西高の公式の施設ではないが、西高のすぐ近くに「果林」という軽食やお菓子などを販売する店舗があり、生徒たちが頻繁に利用している。さらに、かつては「ナンガサンド」や「西高うどん」や「日幸堂」という店舗も西高の近所に存在したが、現在は廃業している。

## 魅力
図書館には卒業生作品や人気漫画が多く置いてある。

## 同窓会
- 西麗会

## アクセス
- JR与野駅東口より徒歩20分（与野駅から西高までの道路は、西高の教職員や生徒だけではなく地域の人たちからも「西高通り」と呼ばれている）
- JRさいたま新都心駅よりバス。徒歩の場合25分。
- JR北浦和駅より徒歩約25 - 30分。

## 著名な卒業生
政治・経済
- 賴髙英雄 - 蕨市長、元蕨市議会議員
- 別所智博 - 農林水産省大臣官房技術総括審議官、元農林水産政策研究所長
- 林野宏 - クレディセゾン社長、経済同友会副代表幹事
- 江藤正修 - 社会運動家
- ぺぺ長谷川 - 社会運動家

マスコミ・放送
- 蟹瀬誠一 - フリージャーナリスト、明治大学教授
- 梨元勝 - 芸能レポーター、株式会社オフィス梨元 代表取締役
- 小木逸平 - テレビ朝日アナウンサー
- 千野晴己 - 番組プロデューサー、実業家
- 野口敦史 - 日本テレビ元アナウンサー
- 若林健治 - 日本テレビ元アナウンサー
- 節丸裕一 - フリーアナウンサー
- 瀬田なつき - 映画監督
- 太田信吾 - 映画監督、男優、現代美術家
- 清水マリ - 声優
- 新井里美 - 声優
- 鈴木裕史 - 放送作家
- 石川昭人 - 放送作家
- 青木純一郎 - 構成作家、番組プロデューサー
- 南原美紗保 - 女優
- 上床美智子 - 女優　吉本興業所属
- 川村愛子 - Vシネマ女優
- 山口晃 - 男優
- 清水一幸 - フジテレビプロデューサー
- 橋本芙美 - テレビドラマ・映画プロデューサー
- 堀切園健太郎 - NHKディレクター
- 田中聡 - プロデューサー

文化
- 山本鈴美香 - 漫画家（『エースをねらえ!』）
- ひぐちアサ - 漫画家（『おおきく振りかぶって』）
- 筑波さくら - 漫画家（『ペンギン革命』『目隠しの国』）
- 若林稔弥 - 漫画家（『恋するみちるお嬢様』『徒然チルドレン』）
- 横田創 - 小説家（『（世界記録）』で2000年第43回群像新人文学賞受賞）
- 叶央介 - サーカス（歌手） メンバー
- 沖ななも - 歌人
- 筒井頼子 - 絵本作家
- 福田幸広 - 写真家
- 深澤真紀 - コラムニスト
- ホッピー神山 - ミュージシャン
- 黒須みゆき - 写真家
- 荻上チキ - 評論家
- 高橋千劔破 - 著作家、文芸評論家、日本ペンクラブ副会長、大衆文学研究会幹事長
- 岸信介 - 合唱指揮者
- 藤澤有沙 - キーボーディスト、作曲家、作詞家、編曲家

研究
- 新保一成 - 慶應義塾大学教授
- 林克彦 - 九州大学教授

スポーツ
- 鈴木良三 - 元サッカー選手、元サッカー日本代表（メキシコシティオリンピック 銅メダル）
- 川上信夫 - 元サッカー選手、元サッカー日本代表、現Jリーグ マッチコミッショナー
- 西野朗 - 元サッカー選手、元サッカー日本代表、アトランタオリンピックサッカー日本代表監督、元サッカー日本代表監督
- 今井敏明 - 元サッカー選手、元川崎フロンターレ監督
- 野崎雅也 - サッカー選手（AC長野パルセイロ所属）
- 阪野豊史 - サッカー選手（松本山雅FC所属）
- 浅見敏夫 - 元競艇選手